# Finningen
Finningen er en kommune i Landkreis Dillingen an der Donau i Regierungsbezirk Schwaben i den tyske delstat Bayern, med omkring 1.650 indbyggere. Den er en del af Verwaltungsgemeinschaft Höchstädt an der Donau.

## Geografi
Finningenligger i Region Augsburg.
I kommunen ligger landsbyerne Mörslingen, Oberfinningen og Unterfinningen.